# 멘딕스
멘딕스(영어: Mendix)는 네덜란드에서 설립된 글로벌 로우코드 플랫폼 기업으로, 현재 미국 보스턴에 본사를 두고 있다.  멘딕스는 엔터프라이즈급 애플리케이션 개발을 할 수 있는 로우코드 플랫폼을 개발했다. 또한 코드 작성 없이도 쉽게 애플리케이션을 개발할 수 있다.
2018년에는 지멘스(영어: Siemens)에 인수되었다.